# Dausara orionalis
Dausara orionalis là một loài bướm đêm trong họ Crambidae. Loài này được tìm thấy ở Borneo.